# نعيم القبر
يعتقد المسلمون أن نعيم القبر هو النعيم الذي يجازي الله به عباده المؤمنين الصالحين في القبر من لحظة وفاتهم إلى قيام الساعة والتي تسمى بحياة البرزخ ما بين الحياة الدنيا والحياة الآخرة. نعيم القبر ثابت في القرآن الكريم والسنة النبوية.

## نعيم القبر في القرآن
- ﴿إِنَّ الَّذِينَ قَالُوا رَبُّنَا اللَّهُ ثُمَّ اسْتَقَامُوا تَتَنَزَّلُ عَلَيْهِمُ الْمَلَائِكَةُ أَلَّا تَخَافُوا وَلَا تَحْزَنُوا وَأَبْشِرُوا بِالْجَنَّةِ الَّتِي كُنْتُمْ تُوعَدُونَ ۝٣٠﴾ [فصلت:30]
- ﴿فَلَوْلَا إِذَا بَلَغَتِ الْحُلْقُومَ ۝٨٣ وَأَنْتُمْ حِينَئِذٍ تَنْظُرُونَ ۝٨٤ وَنَحْنُ أَقْرَبُ إِلَيْهِ مِنْكُمْ وَلَكِنْ لَا تُبْصِرُونَ ۝٨٥ فَلَوْلَا إِنْ كُنْتُمْ غَيْرَ مَدِينِينَ ۝٨٦ تَرْجِعُونَهَا إِنْ كُنْتُمْ صَادِقِينَ ۝٨٧ فَأَمَّا إِنْ كَانَ مِنَ الْمُقَرَّبِينَ ۝٨٨ فَرَوْحٌ وَرَيْحَانٌ وَجَنَّةُ نَعِيمٍ ۝٨٩﴾ [الواقعة:83–89]
- ﴿وَلَا تَحْسَبَنَّ الَّذِينَ قُتِلُوا فِي سَبِيلِ اللَّهِ أَمْوَاتًا بَلْ أَحْيَاءٌ عِنْدَ رَبِّهِمْ يُرْزَقُونَ ۝١٦٩﴾ [آل عمران:169]

## نعيم القبر في السنة النبوية
- عن البراء بن عازب: قَالَ: خَرَجْنَا مَعَ النَّبِيِّ صَلَّى اللَّهُ عَلَيْهِ وَسَلَّمَ فِي جِنَازَةِ رَجُلٍ مِنْ الأَنْصَارِ فَانْتَهَيْنَا إِلَى الْقَبْرِ وَلَمَّا يُلْحَدْ فَجَلَسَ رَسُولُ اللَّهِ صَلَّى اللَّهُ عَلَيْهِ وَسَلَّمَ وَجَلَسْنَا حَوْلَهُ وَكَأَنَّ عَلَى رُءُوسِنَا الطَّيْرَ وَفِي يَدِهِ عُودٌ يَنْكُتُ فِي الأَرْضِ فَرَفَعَ رَأْسَهُ فَقَالَ: (اسْتَعِيذُوا بِاللَّهِ مِنْ عَذَابِ الْقَبْرِ مَرَّتَيْنِ أَوْ ثَلاثًا ثُمَّ قَالَ: إِنَّ الْعَبْدَ الْمُؤْمِنَ إِذَا كَانَ فِي انْقِطَاعٍ مِنْ الدُّنْيَا وَإِقْبَالٍ مِنْ الآخِرَةِ نَزَلَ إِلَيْهِ مَلائِكَةٌ مِنْ السَّمَاءِ بِيضُ الْوُجُوهِ كَأَنَّ وُجُوهَهُمْ الشَّمْسُ مَعَهُمْ كَفَنٌ مِنْ أَكْفَانِ الْجَنَّةِ وَحَنُوطٌ مِنْ حَنُوطِ الْجَنَّةِ حَتَّى يَجْلِسُوا مِنْهُ مَدَّ الْبَصَرِ، ثُمَّ يَجِيءُ مَلَكُ الْمَوْتِ عَلَيْهِ السَّلام حَتَّى يَجْلِسَ عِنْدَ رَأْسِهِ فَيَقُولُ: أَيَّتُهَا النَّفْسُ الطَّيِّبَةُ اخْرُجِي إِلَى مَغْفِرَةٍ مِنْ اللَّهِ وَرِضْوَانٍ، قَالَ فَتَخْرُجُ تَسِيلُ كَمَا تَسِيلُ الْقَطْرَةُ مِنْ فِي السِّقَاءِ فَيَأْخُذُهَا فَإِذَا أَخَذَهَا لَمْ يَدَعُوهَا فِي يَدِهِ طَرْفَةَ عَيْنٍ حَتَّى يَأْخُذُوهَا فَيَجْعَلُوهَا فِي ذَلِكَ الْكَفَنِ وَفِي ذَلِكَ الْحَنُوطِ، وَيَخْرُجُ مِنْهَا كَأَطْيَبِ نَفْحَةِ مِسْكٍ وُجِدَتْ عَلَى وَجْهِ الْأَرْضِ، قَالَ فَيَصْعَدُونَ بِهَا فَلَا يَمُرُّونَ يَعْنِي بِهَا عَلَى مَلإٍ مِنْ الْمَلائِكَةِ إِلا قَالُوا: مَا هَذَا الرُّوحُ الطَّيِّبُ؟ فَيَقُولُونَ: فُلانُ بْنُ فُلانٍ بِأَحْسَنِ أَسْمَائِهِ الَّتِي كَانُوا يُسَمُّونَهُ بِهَا فِي الدُّنْيَا، حَتَّى يَنْتَهُوا بِهَا إِلَى السَّمَاءِ الدُّنْيَا فَيَسْتَفْتِحُونَ لَهُ فَيُفْتَحُ لَهُمْ فَيُشَيِّعُهُ مِنْ كُلِّ سَمَاءٍ مُقَرَّبُوهَا إِلَى السَّمَاءِ الَّتِي تَلِيهَا حَتَّى يُنْتَهَى بِهِ إِلَى السَّمَاءِ السَّابِعَةِ، فَيَقُولُ اللَّهُ عَزَّ وَجَلَّ: اكْتُبُوا كِتَابَ عَبْدِي فِي عِلِّيِّينَ وَأَعِيدُوهُ إِلَى الأَرْضِ فَإِنِّي مِنْهَا خَلَقْتُهُمْ وَفِيهَا أُعِيدُهُمْ وَمِنْهَا أُخْرِجُهُمْ تَارَةً أُخْرَى، قَالَ فَتُعَادُ رُوحُهُ فِي جَسَدِهِ فَيَأْتِيهِ مَلَكَانِ فَيُجْلِسَانِهِ فَيَقُولانِ لَهُ: مَنْ رَبُّكَ؟ فَيَقُولُ: رَبِّيَ اللَّهُ، فَيَقُولانِ لَهُ: مَا دِينُكَ؟ فَيَقُولُ: دِينِيَ الإِسْلامُ، فَيَقُولانِ لَهُ: مَا هَذَا الرَّجُلُ الَّذِي بُعِثَ فِيكُمْ؟ فَيَقُولُ: هُوَ رَسُولُ اللَّهِ صَلَّى اللَّهُ عَلَيْهِ وَسَلَّمَ، فَيَقُولانِ لَهُ: وَمَا عِلْمُكَ؟ فَيَقُولُ: قَرَأْتُ كِتَابَ اللَّهِ فَآمَنْتُ بِهِ وَصَدَّقْتُ فَذَلِكَ قَوْلُ اللَّهِ عَزَّ وَجَلَّ: {يُثَبِّتُ اللَّهُ الَّذِينَ آمَنُوا..} الآيَةُ، فَيُنَادِي مُنَادٍ فِي السَّمَاءِ: أَنْ صَدَقَ عَبْدِي فَأَفْرِشُوهُ مِنْ الْجَنَّةِ وَأَلْبِسُوهُ مِنْ الْجَنَّةِ وَافْتَحُوا لَهُ بَابًا إِلَى الْجَنَّةِ، قَالَ فَيَأْتِيهِ مِنْ رَوْحِهَا وَطِيبِهَا وَيُفْسَحُ لَهُ فِي قَبْرِهِ مَدَّ بَصَرِهِ قَالَ وَيَأْتِيهِ رَجُلٌ حَسَنُ الْوَجْهِ حَسَنُ الثِّيَابِ طَيِّبُ الرِّيحِ فَيَقُولُ: أَبْشِرْ بِالَّذِي يَسُرُّكَ هَذَا يَوْمُكَ الَّذِي كُنْتَ تُوعَدُ، فَيَقُولُ لَهُ: مَنْ أَنْتَ فَوَجْهُكَ الْوَجْهُ يَجِيءُ بِالْخَيْرِ؟ فَيَقُولُ: أَنَا عَمَلُكَ الصَّالِحُ، فَيَقُولُ: رَبِّ أَقِمْ السَّاعَةَ حَتَّى أَرْجِعَ إِلَى أَهْلِي وَمَالِي... الحديث. رواه أحمد (17803)، وأبو داود (4753) وصححه الألباني في "أحكام الجنائز" ( ص 156).
- روى أحمد (10577) عَنْ أَبِي سَعِيدٍ الْخُدْرِيِّ رضي الله عنه قَالَ: شَهِدْتُ مَعَ رَسُولِ اللَّهِ صَلَّى اللَّهُ عَلَيْهِ وَسَلَّمَ جِنَازَةً، فَقَالَ رَسُولُ اللَّهِ صَلَّى اللَّهُ عَلَيْهِ وَسَلَّمَ: (أَيُّهَا النَّاسُ إِنَّ هَذِهِ الأُمَّةَ تُبْتَلَى فِي قُبُورِهَا فَإِذَا الإِنْسَانُ دُفِنَ فَتَفَرَّقَ عَنْهُ أَصْحَابُهُ جَاءَهُ مَلَكٌ فِي يَدِهِ مِطْرَاقٌ فَأَقْعَدَهُ قَالَ مَا تَقُولُ فِي هَذَا الرَّجُلِ فَإِنْ كَانَ مُؤْمِنًا قَالَ أَشْهَدُ أَنْ لا إِلَهَ إِلا اللَّهُ وَأَنَّ مُحَمَّدًا عَبْدُهُ وَرَسُولُهُ فَيَقُولُ صَدَقْتَ ثُمَّ يُفْتَحُ لَهُ بَابٌ إِلَى النَّارِ فَيَقُولُ هَذَا كَانَ مَنْزِلُكَ لَوْ كَفَرْتَ بِرَبِّكَ فَأَمَّا إِذْ آمَنْتَ فَهَذَا مَنْزِلُكَ فَيُفْتَحُ لَهُ بَابٌ إِلَى الْجَنَّةِ فَيُرِيدُ أَنْ يَنْهَضَ إِلَيْهِ فَيَقُولُ لَهُ اسْكُنْ وَيُفْسَحُ لَهُ فِي قَبْرِهِ وَإِنْ كَانَ كَافِرًا أَوْ مُنَافِقًا يَقُولُ لَهُ مَا تَقُولُ فِي هَذَا الرَّجُلِ فَيَقُولَ لا أَدْرِي سَمِعْتُ النَّاسَ يَقُولُونَ شَيْئًا فَيَقُولُ لا دَرَيْتَ وَلا تَلَيْتَ وَلا اهْتَدَيْتَ ثُمَّ يُفْتَحُ لَهُ بَابٌ إِلَى الْجَنَّةِ فَيَقُولُ هَذَا مَنْزِلُكَ لَوْ آمَنْتَ بِرَبِّكَ فَأَمَّا إِذْ كَفَرْتَ بِهِ فَإِنَّ اللَّهَ عَزَّ وَجَلَّ أَبْدَلَكَ بِهِ هَذَا وَيُفْتَحُ لَهُ بَابٌ إِلَى النَّارِ ثُمَّ يَقْمَعُهُ قَمْعَةً بِالْمِطْرَاقِ يَسْمَعُهَا خَلْقُ اللَّهِ كُلُّهُمْ غَيْرَ الثَّقَلَيْنِ فَقَالَ بَعْضُ الْقَوْمِ يَا رَسُولَ اللَّهِ مَا أَحَدٌ يَقُومُ عَلَيْهِ مَلَكٌ فِي يَدِهِ مِطْرَاقٌ إِلا هُبِلَ عِنْدَ ذَلِكَ [أي: ذهل] فَقَالَ رَسُولُ اللَّهِ صَلَّى اللَّهُ عَلَيْهِ وَسَلَّمَ: يُثَبِّتُ اللَّهُ الَّذِينَ آمَنُوا بِالْقَوْلِ الثَّابِت). صححه الألباني في تحقيق "كتاب السنة" لابن أبي عاصم (865).
- عَنْ أَبِي هُرَيْرَةَ رضي الله عنه قَالَ: قَالَ رَسُولُ اللَّهِ صَلَّى اللَّهُ عَلَيْهِ وَسَلَّمَ: (إِذَا قُبِرَ الْمَيِّتُ أَوْ قَالَ أَحَدُكُمْ أَتَاهُ مَلَكَانِأَسْوَدَانِ أَزْرَقَانِ يُقَالُ لأَحَدِهِمَا الْمُنْكَرُ وَالآخَرُ النَّكِيرُ، فَيَقُولانِ: مَا كُنْتَ تَقُولُ فِي هَذَا الرَّجُلِ؟ فَيَقُولُ: مَا كَانَ يَقُولُ هُوَ عَبْدُ اللَّهِ وَرَسُولُهُ أَشْهَدُ أَنْ لا إِلَهَ إِلا اللَّهُ وَأَنَّ مُحَمَّدًا عَبْدُهُ وَرَسُولُهُ، فَيَقُولانِ: قَدْ كُنَّا نَعْلَمُ أَنَّكَ تَقُولُ هَذَا، ثُمَّ يُفْسَحُ لَهُ فِي قَبْرِهِ سَبْعُونَ ذِرَاعًا فِي سَبْعِينَ ثُمَّ يُنَوَّرُ لَهُ فِيهِ ثُمَّ يُقَالُ لَهُ نَمْ فَيَقُولُ أَرْجِعُ إِلَى أَهْلِي فَأُخْبِرُهُمْ فَيَقُولانِ نَمْ كَنَوْمَةِ الْعَرُوسِ الَّذِي لا يُوقِظُهُ إِلا أَحَبُّ أَهْلِهِ إِلَيْهِ حَتَّى يَبْعَثَهُ اللَّهُ مِنْ مَضْجَعِهِ ذَلِكَ، وَإِنْ كَانَ مُنَافِقًا قَالَ: سَمِعْتُ النَّاسَ يَقُولُونَ فَقُلْتُ مِثْلَهُ لا أَدْرِي، فَيَقُولانِ: قَدْ كُنَّا نَعْلَمُ أَنَّكَ تَقُولُ ذَلِكَ، فَيُقَالُ لِلأَرْضِ الْتَئِمِي عَلَيْهِ فَتَلْتَئِمُ عَلَيْهِ فَتَخْتَلِفُ فِيهَا أَضْلاعُهُ فَلا يَزَالُ فِيهَا مُعَذَّبًا حَتَّى يَبْعَثَهُ اللَّهُ مِنْ مَضْجَعِهِ ذَلِكَ. رواه الترمذي (1071)، والحديث: صححه الشيخ الألباني في "السلسلة الصحيحة" (1391).[1]
- وعن البراء بن عازب أن النبي صلى الله عليه وسلم قال في المؤمن إذا أجاب الملكين في قبره : ( ينادي منادٍ من السماء : أن صدق عبدي ، فأفرشوه من الجنة ، وألبسوه من الجنة ، وافتحوا له بابا إلى الجنة ، قال: فيأتيه من رَوحها وطِيبها ، ويفسحُ له في قبره مدَّ بصره ). أخرجه أبو داوود (4753) واللفظ له، والنسائي (2001)، وابن ماجه (1549) مختصراً، وأحمد (18557).

## صفات نعيم القبر
ثبت في السنة النبوية صفات نعيم القبر :
- يفرش له من فراش الجنة.
- يلبس من لباس الجنة.
- ويفتح له باب إلى الجنة، ليأتيه من نسيمها ويشم من طيبها وتقر عينه بما يرى فيها من النعيم.
- ويفسح له في قبره.
- ويبشر برضوان الله وجنته، ولذلك يشتاق إلى قيام الساعة.
- يسر المتنعم برؤيته لمقعده في النار الذي أبدله الله بمقعده في الجنة.
- ينام نومة العروس.
- ينور له في قبره.[2]